# Marconiplein (metrostation)
Het Marconiplein is een openbaarvervoerknooppunt in het westen van de stad Rotterdam, op de grens van de wijken Spangen en Bospolder/Tussendijken. De lijnen A, B en C van de Rotterdamse metro halteren op het gelijknamige ondergrondse metrostation.
Het metrostation Marconiplein werd geopend op 25 april 1986 en was tot 4 november 2002 het westelijke eindpunt van de Oost-Westlijn. Vanwege de toenmalige functie als eindpunt heeft het metrostation drie sporen. Het derde spoor heeft echter een erg smal perron en wordt alleen in noodgevallen gebruikt. Terwijl de twee hoofdsporen tegenwoordig doorlopen naar Schiedam en op circa 400 meter ten noordwesten van het station boven de grond komt, loopt het derde spoor nog altijd dood op Marconiplein. Dit derde was in het verleden al niet vaak in gebruik en sinds de verlenging van de metro naar Tussenwater is het spoor nooit meer gebruikt voor dienst, uitgezonderd bij inzet van extra metro's zoals bij de marathon van Rotterdam.
Bovengronds ligt een grote hoeveelheid tram- en spoorrails: rond het ingangsgebouw van de metro ligt een keerlus , en aan de rand van het plein doorkruiste tot 2013 een havenspoor de tramsporen. Dit spoor leidde nergens meer heen en lag er alleen nog omdat de tramrails op sommige punten aan het spoor vastzaten.
In 2013 is de lay-out van de tramsporen grondig gewijzigd, zodat nu meerdere tramlijnen kunnen eindigen op het Marconiplein.
Tramlijnen 1, 7 (eindpunt), 8, 11 en buslijn 42 stoppen op het Marconiplein. Het plein is het snijpunt van de doorgaande verkeersroutes in Rotterdam-West.

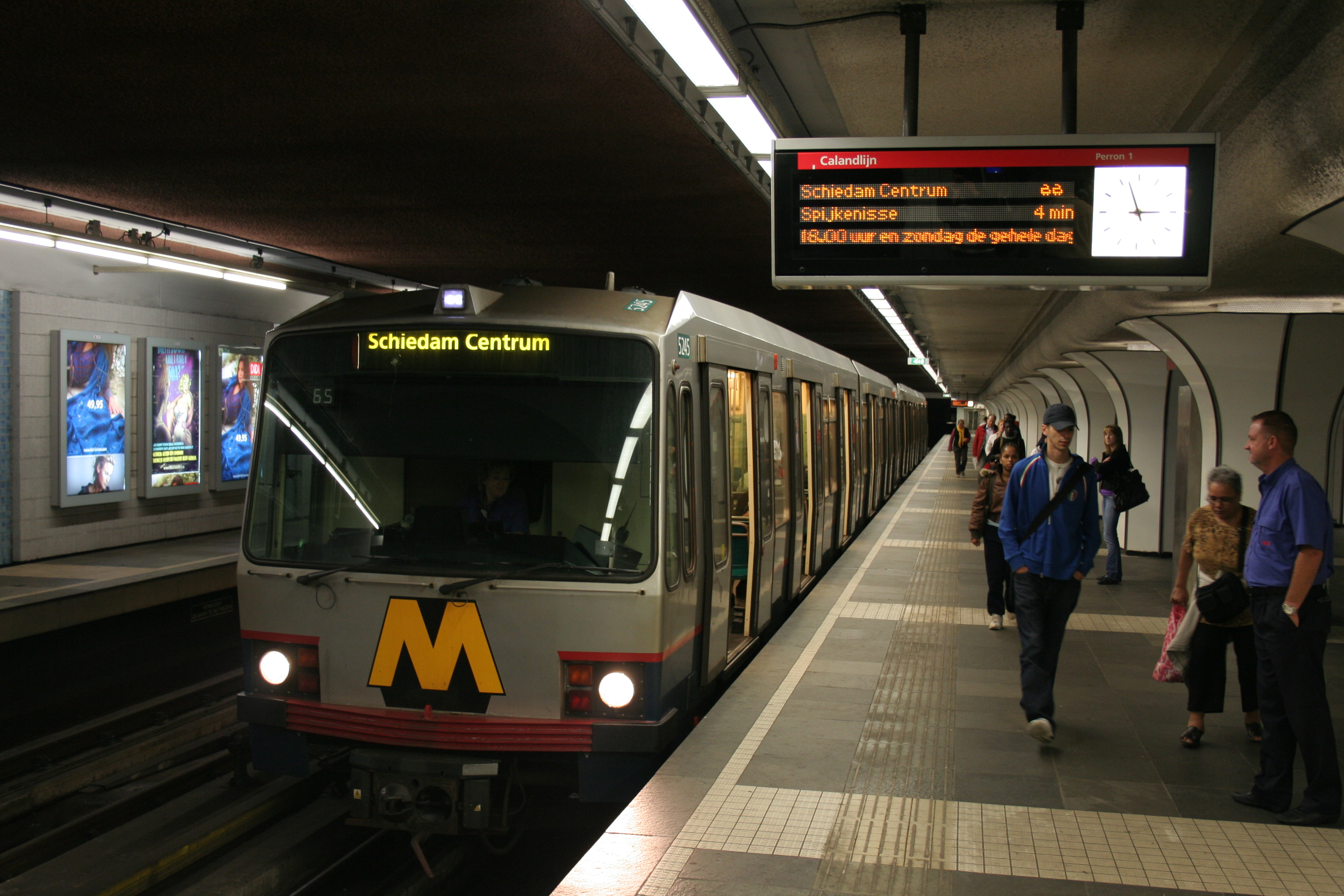
Een metro aan het perron 1. (Metro type T)
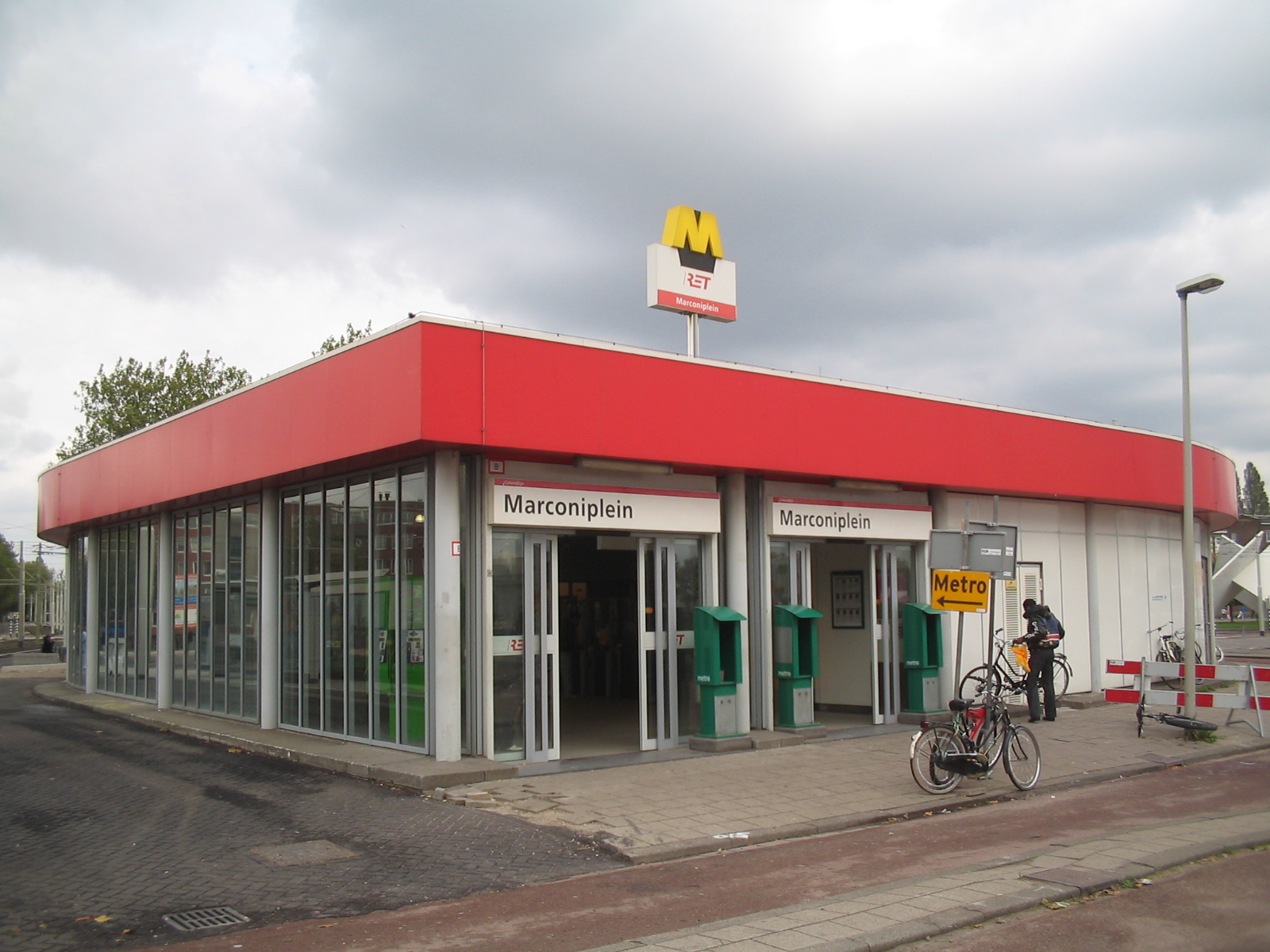
Ingang van het station.
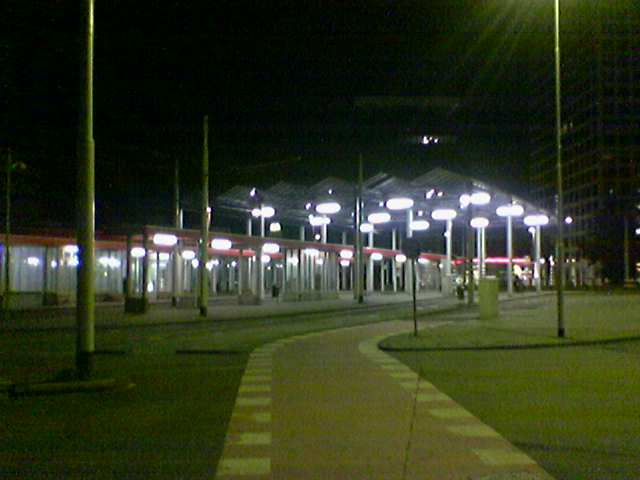
Marconiplein in 2004

Binnenhof · Romeynshof · Graskruid · Alexander  · Oosterflank · Prinsenlaan · Schenkel · Capelsebrug · Kralingse Zoom · Voorschoterlaan · Gerdesiaweg · Oostplein · Blaak  · Beurs · Eendrachtsplein · Dijkzigt · Coolhaven · Delfshaven · Marconiplein · Schiedam Centrum  · Schiedam Nieuwland · Vlaardingen Oost · Vlaardingen Centrum · Vlaardingen West
Nesselande · De Tochten · Ambachtsland · Nieuw Verlaat · Hesseplaats · Graskruid · Alexander  · Oosterflank · Prinsenlaan · Schenkel · Capelsebrug · Kralingse Zoom · Voorschoterlaan · Gerdesiaweg · Oostplein · Blaak  · Beurs · Eendrachtsplein · Dijkzigt · Coolhaven · Delfshaven · Marconiplein · Schiedam Centrum  · Schiedam Nieuwland · Vlaardingen Oost · Vlaardingen Centrum · Vlaardingen West · Maassluis Centrum · Maassluis West · Steendijkpolder · Hoek van Holland Haven · Hoek van Holland Strand
De Terp · Capelle Centrum · Slotlaan · Capelsebrug · Kralingse Zoom · Voorschoterlaan · Gerdesiaweg · Oostplein · Blaak  · Beurs · Eendrachtsplein · Dijkzigt · Coolhaven · Delfshaven · Marconiplein · Schiedam Centrum  · Parkweg · Troelstralaan · Vijfsluizen · Pernis · Tussenwater · Hoogvliet · Zalmplaat · Spijkenisse Centrum · Heemraadlaan · De Akkers